# Guy III
Guy III è il terzo album in studio del gruppo musicale statunitense Guy, pubblicato il 25 gennaio 2000.

## Tracce
1. Intro – 2:35
2. We're Comin – 3:00 (Wesley Hogges, Teddy Riley, Eric Williams)
3. Dancin' – 4:08 (Delvis Damon, Edward Ferrell, Darren Lighty, Balewa Muhammad, Teddy Riley)
4. Rescue Me – 5:58 (Daryl Adams, James Brown, Aaron Hall, Betty Jean Newsome, Teddy Riley, Walter Scott, Jamaal Smith)
5. Teddy's Jam III – 4:48 (Teddy Riley, Roger Troutman, Larry Troutman)
6. Do It – 4:24 (Antwone Dickey, Todd Gaither, Teddy Riley)
7. Why You Wanna Keep Me from My Baby – 5:01 (Tony Rich, Teddy Riley)
8. Tellin' Me No – 4:33 (Kazual, Teddy Riley, Walter Scott)
9. Not a Day – 3:17 (Jacore Baptiste, Kandace Love, Teddy Riley)
10. Love Online – 5:13 (Ray Hopkins Jr., Teddy Riley, Leon Sylvers III, Leon Sylvers IV, Alston Williams)
11. Spend Time – 4:39 (Daryl Adams, Ricardo Brown, Edward Fletcher, Melvin Glover, Reggie Griffin, Teddy Riley, Sylvia Robinson, Walter Scott)
12. Don't U Miss Me – 4:20 (Richard Fauntleroy, Julian Gilliam, Joi'e Chancellor, Teddy Riley)
13. 2004 – 3:27 (Tony Rich, Teddy Riley)
14. Fly Away – 3:17 (Terrell Burnside, Michael "Hype" Edwards, Daryl Marshall, Teddy Riley, Jamaal Smith)
15. Someday – 3:06 (Aaron Hall, Donny Hathaway, Edward Howard, Teddy Riley)

## Classifiche
| Classifica (2000) | Posizione massima |
| ----------------- | ----------------- |
| Francia           | 54                |
| Regno Unito       | 55                |
| Stati Uniti       | 13                |